# جوليس مورين
جوليس مورين هو سياسي كندي، ولد في 1914 في أوتاوا في كندا، وتوفي في 22 سبتمبر 1988. حزبياً، نشط في حزب أونتاريو المحافظ التقدمي. وقد انتخب عضو برلمان مقاطعة أونتاريو.